# Poschheide
Poschheide ist eine Hofschaft in der bergischen Großstadt Solingen.

## Geographie
Poschheide befindet sich im Westen der Ohligser Innenstadt, im sogenannten Ohligser Oberland, auf den ersten Höhenzügen im Süden des Lochbachtals. Das Lochbachtal durchquert bei Poschheide und der etwas nördlich gelegenen Poschheider Mühle die Straße Wahnenkamp, die in die Deusberger Straße übergeht. Die Hofschaft Deusberg liegt nördlich von Poschheide, westlich von ihr Engelsberg.  Westlich von Poschheide liegt Suppenheide, außerdem die Bahngleise und der Solinger Hauptbahnhof. Südlich verläuft die Landesstraße 141 (die Merscheider Straße) in Höhe des Ortes Anker. Östlich liegt Fürk und südöstlich Fürker Irlen.

## Etymologie
Der Ortsname Poschheide leitet sich von Paasheide ab, der sich – wie auch der Gräfrather Ortsname Paashaus – wiederum von dem Familiennamen Paas ableitet. Das Suffix -heide ist ein vielfach im Solinger Raum seit dem 17. Jahrhundert vorkommender Bestandteil von Ortsnamen, der eine Umgebung bezeichnet, in der Heidekräuter wachsen.

## Geschichte
Die Hofschaft Poschheide lässt sich bis ins 17. Jahrhundert zurückverfolgen. Im Jahre 1715 ist der Ort in der Karte Topographia Ducatus Montani, Blatt Amt Solingen, von Erich Philipp Ploennies mit einer Hofstelle verzeichnet und nicht entzifferbar benannt. Der Ort gehörte zur Honschaft Merscheid innerhalb des Amtes Solingen. Die Topographische Aufnahme der Rheinlande von 1824 verzeichnet den Ort als Poschheid und die Preußische Uraufnahme von 1844 ebenfalls als Poschheide. In der Topographischen Karte des Regierungsbezirks Düsseldorf von 1871 ist der Ort ebenso als Posheide verzeichnet.
Nach Gründung der Mairien und späteren Bürgermeistereien Anfang des 19. Jahrhunderts gehörte Poschheide zur Bürgermeisterei Merscheid, die 1856 zur Stadt erhoben und im Jahre 1891 in Ohligs umbenannt wurde. 
1815/16 lebten 95 Personen in Posheide. Im Jahr 1830 wurden im Weiler Poscheide zusammen mit dem Wohnplatz Poschheider Mühle 133 Bewohner erfasst. 1832 war der Ort weiterhin Teil der Honschaft Merscheid innerhalb der Bürgermeisterei Merscheid, dort lag er in der Flur VI. Poschheide. Der nach der Statistik und Topographie des Regierungsbezirks Düsseldorf als Hofstadt kategorisierte Ort besaß zu dieser Zeit ein öffentliches Gebäude, 14 Wohnhäuser, eine Fabrikationsstätte bzw. Mühle und 18 landwirtschaftliche Gebäude. Zu dieser Zeit lebten 95 Einwohner im Ort, davon acht katholischen und 87 evangelischen Bekenntnisses. Die Gemeinde- und Gutbezirksstatistik der Rheinprovinz führt den Ort 1871 mit 22 Wohnhäusern und 124 Einwohnern auf. Im Gemeindelexikon für die Provinz Rheinland von 1888 werden für Poschheide 25 Wohnhäuser mit 164 Einwohnern angegeben. 1895 besitzt der Ortsteil 27 Wohnhäuser mit 191 Einwohnern.
 

Mit der Städtevereinigung zu Groß-Solingen im Jahre 1929 wurde die Hofschaft Poschheide ein Ortsteil Solingens. Das Ortsbild prägen heute noch unter anderem die verstreut in der Landschaft stehenden Fachwerkhäuser auf der Südseite des Lochbachs. Unter Denkmalschutz stehen seit 1984/86 die Gebäude Poschheide 1, Poschheider Straße 8 (1726 erbaut) und Kronenstraße 62 (oben abgebildet), außerdem die Poschheider Mühle und das Gebäude Ankerstraße 30.

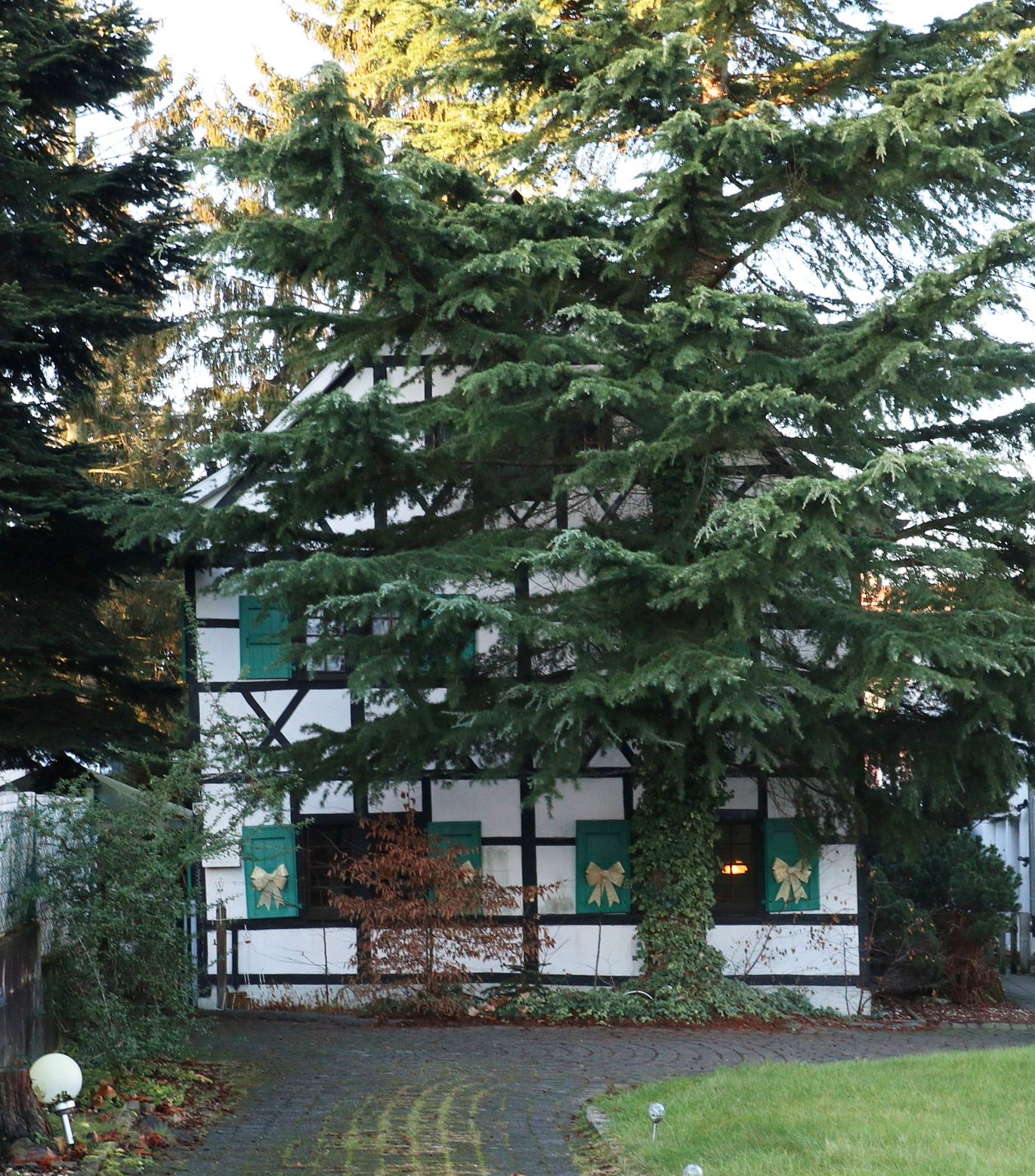
Poschheide 1
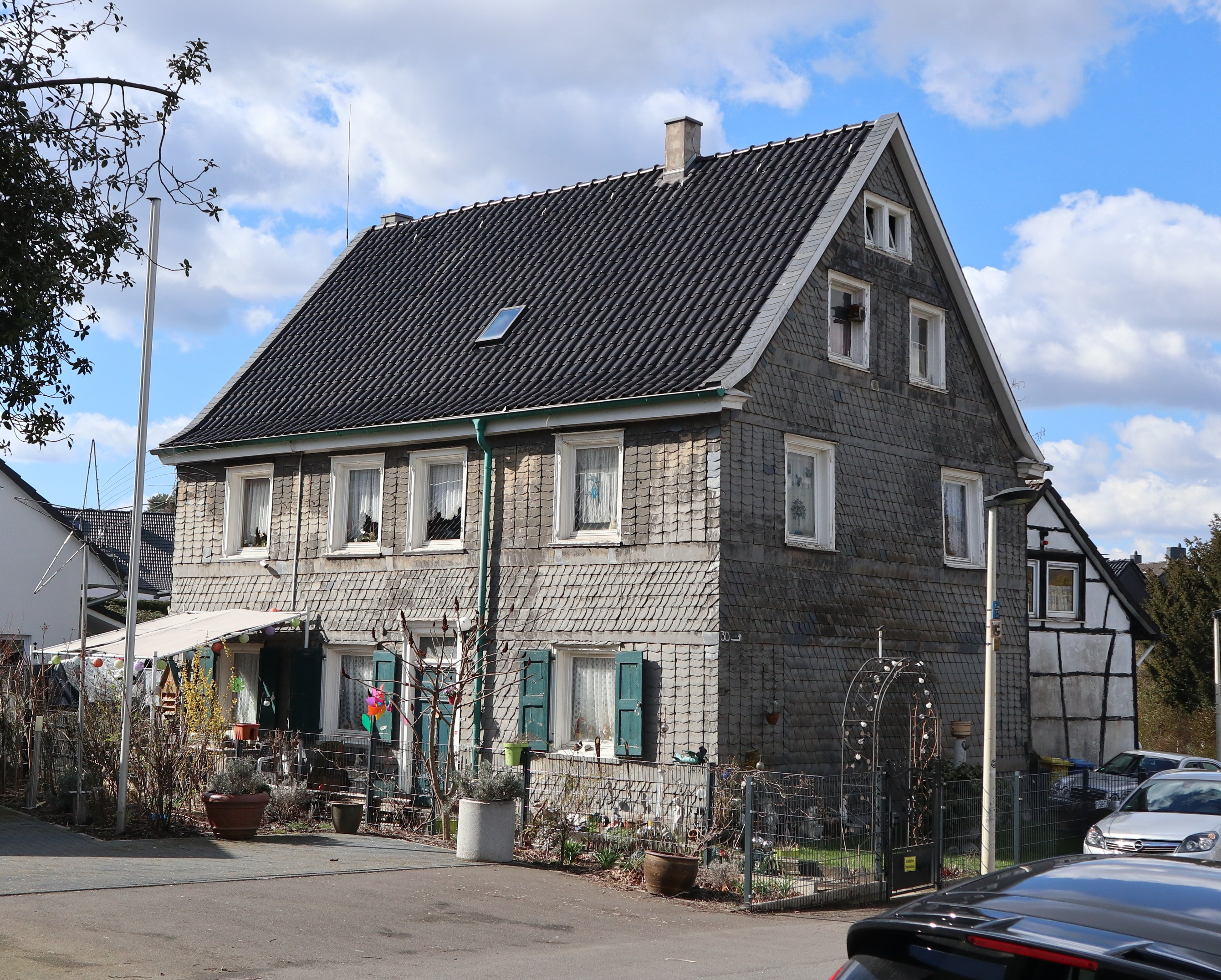
Ankerstraße 30
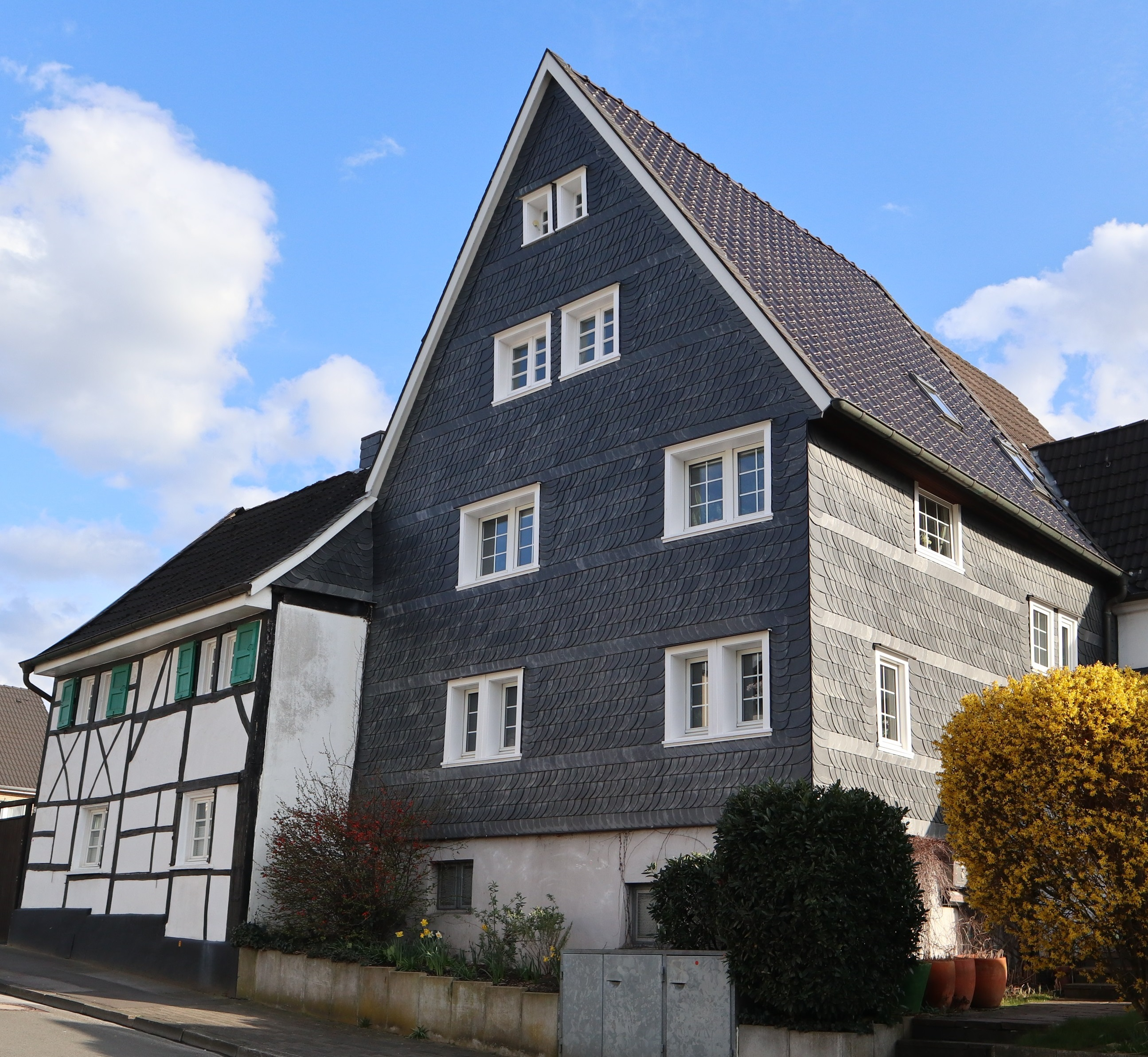
Poschheider Str. 8